# Velika župa Gora-Prigorje
Velika župa Gora-Prigorje bila je jedna od 22 velike župe na prostoru NDH. Sjedište joj je bilo u Zagrebu. Djelovala je od 5. srpnja 1944. Nastala je spajanjem velikih župa Gore i Prigorja. U ovoj se velikoj župi našao veći dio teritorija tih dviju velikih župa, osim dvaju kotareva Bosanskog Novog i Dvora, koji su bili priključeni Velikoj župi Krbavi-Psatu.
Građansku upravu u župi vodio je veliki župan kao pouzdanik vlade imenovan od strane poglavnika. Obuhvaćala je područje kotarskih oblasti: Donja Stubica, Dugo Selo, Glina, Kostajnica, Kutina, Petrinja, Samobor, Sisak, Sveti Ivan Zelina, Velika Gorica, Zagreb, te gradove Petrinju i Sisak. 15. travnja 1945. osnovana je kotarska ispostava Sunja koja je bila dio ove velike župe. 21. travnja 1945. Velikoj župi Gori-Prigorju dan je "privremeno" i kotar Topusko koji se dotad nalazio u Velikoj župi Pokupju.